# Трубиці
Труби́ці — село в Україні, в Рівненському районі Рівненської області. Населення становить 385 осіб.

## Географія
Село розташоване на правому березі річки Горинь. Неподалік від села розташований Базальтівський заказник.

## Символіка
Символи затверджені 28 листопада 2024 року рішенням Костопільської міської ради. Автори – А. Гречило та Ю. Терлецький.

### Герб
У синьому полі золотий перев'яз ліворуч, на якому синя труба-горн, розтрубом догори, обабіч перев'язу - по срібній квітці латаття із золотим осердям.
Труба-горн є асоціативним символом, який вказує на назву поселення (герб є промовистим). Дві квітки латаття означають два ставки, які розташовані в селі.

### Прапор
Квадратне полотнище, що складається з трьох діагональних смуг з нижнього кута від древка - синьої, жовтої та синьої (співвідношення їхніх ширин становить 7:6:7), на жовтій смузі синя труба-горн, повернута розтрубом догори, на синіх полях - по білій квітці латаття із жовтою серцевиною.

## Історія
У 1906 році колонія Костопільської волості Рівненського повіту Волинської губернії. Відстань від повітового міста 43 верст, від волості 19. Дворів 18, мешканців 153.

## Населення
Згідно з переписом УРСР 1989 року чисельність наявного населення села становила 448 осіб, з яких 209 чоловіків та 239 жінок.
За переписом населення України 2001 року в селі мешкало 385 осіб. 100 % населення вказало своєю рідною мовою українську мову.